# Discografia de Nick Carter
A discografia de Nick Carter, um cantor e compositor de música pop estadunidense, consiste em quatro álbuns de estúdio, um álbum de compilação, um álbum de remixes e dezessete singles (dos quais foi creditado como artista convidado em seis). Carter ganhou proeminência musical quando tornou-se membro da boy band Backstreet Boys durante a sua juventude.
Quando o Backstreet Boys entrou em um hiato em 2002, Carter iniciou sua carreira como artista solo, lançando seu álbum de estúdio de estreia Now or Never. A obra estreou no número dezessete pela tabela musical estadunidense Billboard 200 e recebeu o certificado de disco de ouro pela Recording Industry Association of America após vender mais de 500 mil unidades. O primeiro single do álbum, "Help Me", alcançou um sucesso moderado em todo o mundo, posicionando-se no número nove no Canadá e no número dezessete no Reino Unido. A seguir, foram lançados "Do I Have to Cry for You?" e "I Got You", os dois últimos singles de Now or Never, que obtiveram um desempenho mínimo. Carter iniciou a produção do seu segundo álbum de estúdio em 2003, mas as gravações para o mesmo foram abortadas quando o Backstreet Boys decidiu retornar aos estúdios. Em 2010, o artista começou a gravar novas canções para o segundo álbum de estúdio, intitulado I'm Taking Off. Lançado em maio do ano seguinte, alcançou a oitava posição pela parada de álbuns do Japão, a décima segunda posição no Canadá e a quadragésima sexta na Alemanha, registando assim um desempenho comercial menor que o seu antecessor, os singles "Just One Kiss" e "Burning Up" foram os retirados da obra, que incluiu singles exclusivos para a Alemanha e Canadá. 
Em 2 de setembro de 2014, Carter lançou o álbum Nick & Knight, em colaboração com o cantor Jordan Knight, levando-o a realizar sua segunda entrada pela Billboard 200 e Canadian Albums Chart, a obra gerou como single "One More Time", que posicionou-se no número 63 no Canadá. Em 25 de novembro de 2015, ele lançou seu terceiro álbum de estúdio solo e quarto álbum geral, intitulado All American, a produção atingiu cume de número 27 no Japão e 99 no Canadá, tornando-o terceiro lançamento consecutivo de Carter, a figurar nas paradas de álbuns dos respectivos países. All American gerou os singles "I Will Wait" e "19 in 99", além de introduzir singles promocionais, entre seus lançamentos.

## Álbuns

### Álbuns de estúdio
| Título | Melhores posições nas tabelas | Melhores posições nas tabelas | Melhores posições nas tabelas | Melhores posições nas tabelas | Melhores posições nas tabelas | Melhores posições nas tabelas | Melhores posições nas tabelas | Melhores posições nas tabelas | Melhores posições nas tabelas | Certificação                         |
| Título | EUA                           | ALE                           | AUT                           | CAN                           | HOL                           | JAP                           | SUE                           | SUI                           | UK                            | Certificação                         |
| --- | ----------------------------- | ----------------------------- | ----------------------------- | ----------------------------- | ----------------------------- | ----------------------------- | ----------------------------- | ----------------------------- | ----------------------------- | ------------------------------------ |
| Now or Never - Lançamento: 29 de Outubro de 2002 - Editora: Jive - Formatos: CD, download digital                     | 17                            | 25                            | 66                            | —                             | 41                            | 4                             | 41                            | 85                            | 91                            | - RIAA: Ouro - MC: Ouro - RIAJ: Ouro |
| I'm Taking Off - Lançamento: 24 de Maio de 2011 - Editora: Sony Music - Formatos: CD, download digital                | —                             | 46                            | —                             | 12                            | —                             | 8                             | —                             | —                             | —                             |                                      |
| Nick & Knight (com Jordan Knight) - Lançamento: 2 de setembro de 2014 - Editora: BMG - Formatos: CD, download digital | 24                            | —                             | —                             | 14                            | —                             | —                             | —                             | —                             | —                             |                                      |
| All American - Lançamento: 25 de novembro de 2015 - Editora: Sony Music - Formatos: CD, download digital              | —                             | —                             | —                             | 99                            | —                             | 27                            | —                             | —                             | —                             |                                      |

### Álbuns de compilação
| Título |
| --- |
| Before The Backstreet Boys 1989-1993 - Lançamento: 2 de Outubro de 2002 - Editora: Dyenamic Discs, Inc. - Formatos: CD, download digital, cassete |

### Álbuns deremixes
| Título |
| --- |
| I'm Taking Off: Relaunched & Remixed - Lançamento: 15 de Novembro de 2011 - Editora: Kaotic, Inc. - Formato: Download digital |

## Singles

### Como artista principal
| Ano  | Canção                                               | Melhores posições nas tabelas | Melhores posições nas tabelas | Melhores posições nas tabelas | Melhores posições nas tabelas | Melhores posições nas tabelas | Melhores posições nas tabelas | Melhores posições nas tabelas | Melhores posições nas tabelas | Melhores posições nas tabelas | Melhores posições nas tabelas | Melhores posições nas tabelas | Melhores posições nas tabelas | Álbum          |
| Ano  | Canção                                               | EUA Pop                       | ALE                           | AUS                           | AUT                           | BEL (Val)                     | CAN                           | ITA                           | HOL                           | JAP                           | SUE                           | SUI                           | UK                            | Álbum          |
| ---- | ---------------------------------------------------- | ----------------------------- | ----------------------------- | ----------------------------- | ----------------------------- | ----------------------------- | ----------------------------- | ----------------------------- | ----------------------------- | ----------------------------- | ----------------------------- | ----------------------------- | ----------------------------- | -------------- |
| 2002 | "Help Me"                                            | 36                            | 18                            | 30                            | 26                            | 38                            | 9                             | 9                             | 24                            | —                             | 20                            | 33                            | 17                            | Now or Never   |
| 2002 | "Do I Have to Cry for You?"                          | —                             | —                             | —                             | —                             | —                             | —                             | —                             | —                             | —                             | —                             | —                             | —                             | Now or Never   |
| 2003 | "I Got You"                                          | —                             | 87                            | —                             | 74                            | 41                            | —                             | 34                            | 71                            | —                             | 58                            | 91                            | —                             | Now or Never   |
| 2011 | "Just One Kiss"                                      | —                             | 75                            | —                             | 55                            | —                             | —                             | —                             | —                             | 78                            | —                             | —                             | —                             | I'm Taking Off |
| 2011 | "Love Can't Wait"                                    | —                             | —                             | —                             | —                             | 2                             | —                             | —                             | —                             | —                             | —                             | —                             | —                             | I'm Taking Off |
| 2011 | "Burning Up"                                         | —                             | —                             | —                             | —                             | —                             | —                             | —                             | —                             | —                             | —                             | —                             | —                             | I'm Taking Off |
| 2014 | "One More Time" (com Jordan Knight)                  | —                             | —                             | —                             | —                             | —                             | 63                            | —                             | —                             | —                             | —                             | —                             | —                             | Nick & Knight  |
| 2015 | "I Will Wait"                                        | —                             | —                             | —                             | —                             | —                             | —                             | —                             | —                             | —                             | —                             | —                             | —                             | All American   |
| 2015 | "Get Over Me" (com participação de Avril Lavigne)    | —                             | —                             | —                             | —                             | —                             | —                             | —                             | —                             | —                             | —                             | —                             | —                             | All American   |
| 2016 | "Nothing's Gonna Change My Love for You" (com Nissy) | —                             | —                             | —                             | —                             | —                             | —                             | —                             | —                             | 86                            | —                             | —                             | —                             | All American   |
| 2016 | "19 in 99"                                           | —                             | —                             | —                             | —                             | —                             | —                             | —                             | —                             | —                             | —                             | —                             | —                             | All American   |

### Como artista convidado
| Ano  | Canção                                                                      | Melhores posições nas tabelas | Melhores posições nas tabelas | Melhores posições nas tabelas | Melhores posições nas tabelas | Álbum                               |
| Ano  | Canção                                                                      | EUA A/C                       | ALE                           | AUS                           | AUT                           | Álbum                               |
| ---- | --------------------------------------------------------------------------- | ----------------------------- | ----------------------------- | ----------------------------- | ----------------------------- | ----------------------------------- |
| 2001 | "Oh Aaron" (Aaron Carter com participação de Nick Carter e No Secrets)      | —                             | —                             | —                             | —                             | Oh Aaron                            |
| 2001 | "Not Too Young, Not Too Old" (Aaron Carter com participação de Nick Carter) | —                             | —                             | 80                            | —                             | Oh Aaron                            |
| 2003 | "She Wants Me" (Aaron Carter com participação de Nick Carter)               | —                             | —                             | —                             | —                             | Most Requested Hits                 |
| 2003 | "What More Can I Give" (com vários intérpretes)                             | —                             | —                             | —                             | —                             | Lançamento sem álbum                |
| 2005 | "Come Together Now" (com vários intérpretes)                                | 39                            | —                             | —                             | —                             | Hurricane Relief: Come Together Now |
| 2009 | "Beautiful Lie" (Jennifer Paige com participação de Nick Carter)            | —                             | 19                            | —                             | 49                            | Best Kept Secret                    |

## Vídeos musicais
| Ano  | Canção                      | Director          |
| ---- | --------------------------- | ----------------- |
| 2002 | "Help Me"                   | Jonas Åkerlund    |
| 2002 | "Do I Have to Cry for You?" | Floria Sigismondi |
| 2003 | "I Got You"                 | David LaChapelle  |
| 2010 | "Just One Kiss"             | Danny Roew        |
| 2011 | "Love Can't Wait"           | Rome              |
| 2011 | "Burning Up"                | Nick Carter       |
| 2014 | "One More Time"             | Jakob Owens       |
| 2015 | "I Will Wait"               | Kevin Estrada     |
| 2016 | "19 in 99"                  | Kevin Estrada     |